# Arnsdorf (Gemeinde Lamprechtshausen)

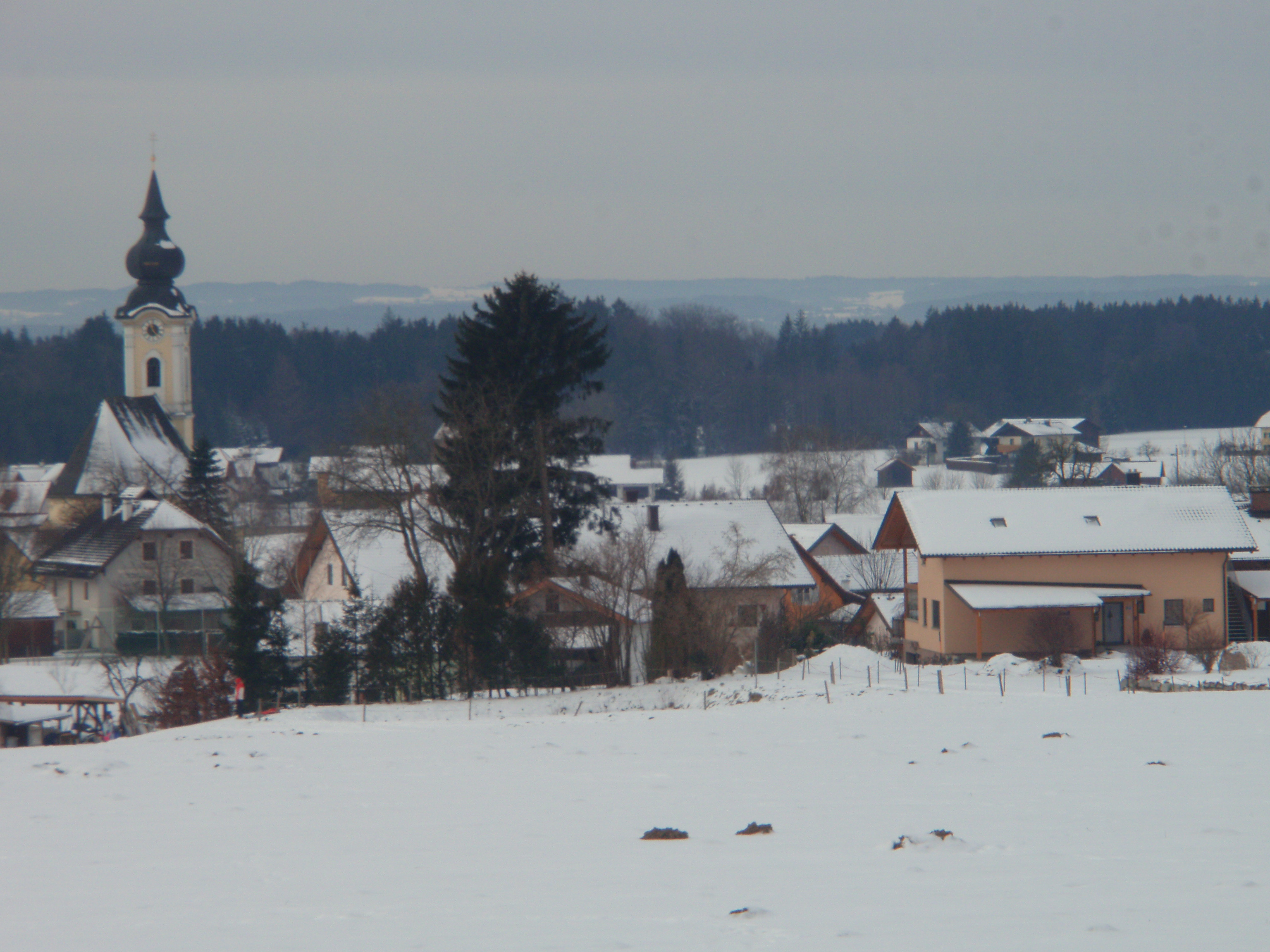
Arnsdorf im Winter 2010

Arnsdorf ist eine zur Gemeinde Lamprechtshausen im österreichischen Bundesland Salzburg gehörende Katastralgemeinde. 
In dem im Bezirk Salzburg-Umgebung liegenden Ort befinden sich mit U. L. Frau zu Arnsdorf eine alte Marienwallfahrtskirche sowie das am längsten dienende Volksschulgebäude Österreichs. Es wird vermutet, dass sich im Mittelalter in Arnsdorf eine gemeinsame Richtstätte der Gerichte Eching und Haunsberg (heutiger Gerichtsbezirk Oberndorf) befunden habe. 1807–1829 lebte im Arnsdorfer Schulhaus Franz Xaver Gruber, der Komponist des Weihnachtsliedes Stille Nacht, heilige Nacht.

## Geografie
Die Katastralgemeinde Arnsdorf hat rund 7,4 km² und liegt etwa 20 km nördlich der Landeshauptstadt Salzburg. Sie wird unterteilt in die Ortschaften Loipferding und Niederarnsdorf westlich sowie Oberarnsdorf, Schmieden und Nopping östlich der Arnsdorfer Pfarrkirche. Aufgrund der unmittelbaren geografischen Nähe werden Ober- und ein Teil von Niederarnsdorf als ein zusammengehöriger Ort empfunden. Demgemäß wird das verwachsene Siedlungsgebiet mit den Ortstafeln Arnsdorf gekennzeichnet.
Arnsdorf grenzt an folgende anderen Katastralgemeinden:
| Bürmoos Gemeinde Bürmoos                       | Lamprechtshausen Gemeinde Lamprechtshausen  | St. Alban Gemeinde Lamprechtshausen   |
| Jauchsdorf Gemeinde Sankt Georgen bei Salzburg | Kompassrose, die auf Nachbargemeinden zeigt | St. Alban Gemeinde Lamprechtshausen   |
| Oberndorf Gemeinde Oberndorf bei Salzburg      | Göming Gemeinde Göming                      | Nußdorf Gemeinde Nußdorf am Haunsberg |

Arnsdorf liegt im Alpenvorland; der Großteil der Fläche ist leicht hügelig und wird landwirtschaftlich genutzt, rund ein Viertel der Gesamtfläche – besonders im Westen und Nordwesten gegen Bürmoos – ist bewaldet. Es gibt keine Naturschutzgebiete oder größeren Gewässer; alle Bäche entwässern in den Pladenbach und damit in die Salzach. Ein Teil der Fläche im Süden ist Trinkwasserschongebiet.

## Kultur
In Arnsdorf wohnte und arbeitete von 1808 bis 1829 Franz Xaver Gruber als Lehrer, Messner und Kirchenmusiker. Der Sohn einer armen Leinenweberfamilie aus dem oberösterreichischen Hochburg-Ach ist der Komponist des Weihnachtsliedes Stille Nacht, heilige Nacht. Im Obergeschoß des noch in seinem ursprünglichen Zustand befindlichen Schulhauses von Arnsdorf, in dem Gruber arbeitete und wohnte, ist seit 1956 das Stille-Nacht-Museum eingerichtet, das einen Einblick in dessen Zeit gibt. Zu Grubers 100. Todestag wurde 1963 vor dem Haus ein Stille-Nacht-Brunnen errichtet und 1993 der Vorplatz als Stille-Nacht-Platz eingeweiht. Das Schulhaus gilt als das in Österreich älteste Schulgebäude, in dem noch unterrichtet wird.
In Niederarnsdorf befand sich die erstmals 1241/42 urkundlich erwähnte Kapelle Maria am Mösl. Seit dem 13. Jahrhundert ist der Ort der Benediktinerabtei Michaelbeuern unterstellt. Die heutige Kirche Maria am Mösl stammt aus dem 15. bis 17. Jahrhundert. Die Stelle ist seit annähernd 800 Jahren Wallfahrtsziel und einer der ältesten Marienwallfahrtsorte Österreichs. Bis auf den heutigen Tag gibt es die Tradition, dass sich jeder neugewählte Salzburger Erzbischof auf eine Fußwallfahrt zu Unserer Lieben Frau am Mösl begibt.

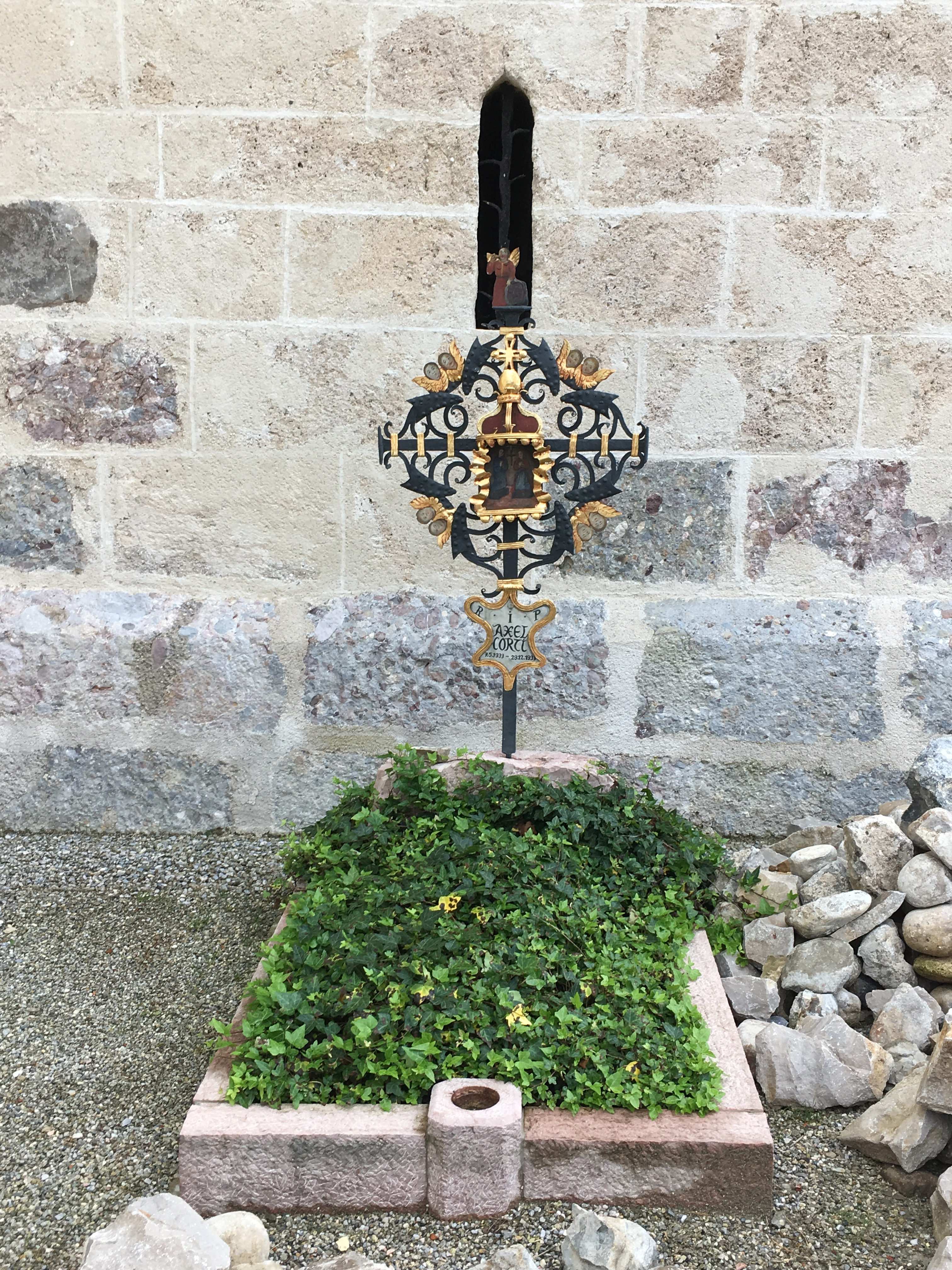
Grab von Axel Corti am Arnsdorfer Friedhof

Im alten Pfarrhof von Arnsdorf lebte und wirkte lange Jahre der Filmregisseur Axel Corti.

## Verkehr
Arnsdorf liegt an der Lamprechtshausener Straße (B 156) von Salzburg nach Braunau am Inn. Zudem ist der Ort über die Bahnstrecke Salzburg–Lamprechtshausen an das Eisenbahnnetz angeschlossen. Diese wird von der Salzburg AG betrieben, ist als Linie S1 in das Netz der S-Bahn Salzburg integriert und verkehrt im 30-Minuten-Takt.

## Persönlichkeiten
Personen mit Beziehung zum Ort:
- Franz Xaver Gruber (1787–1863), österreichischer Lehrer, Musiker und Komponist (Schöpfer des Weihnachtsliedes Stille Nacht, heilige Nacht)
- Axel Corti (1933–1993), österreichischer Filmregisseur, lebte in Arnsdorf